# Theridion centrum
Theridion centrum là một loài nhện trong họ Theridiidae.
Loài này thuộc chi Theridion. Theridion centrum được Herbert Walter Levi miêu tả năm 1959.